# Lista de grupos de ídolos da Coreia do Sul (década de 2020)
Esta é uma lista de grupos de ídolos sul-coreanos que estrearam na década de 2020.

## 2020
- Aespa
- BAE173
- Black Swan
- Botopass
- BtoB 4U
- Cignature
- Cravity
- DKB
- Enhypen
- H&D
- Lunarsolar
- MCND
- P1Harmony
- Purple Kiss
- Redsquare
- Red Velvet - Irene & Seulgi
- Secret Number
- STAYC
- SSAK3
- TO1
- Treasure
- Weeekly
- Wei
- Woo!ah!

## 2021
- Ive
- Tri.be

## 2022
- Got the Beat
- Kep1er
- Le Sserafim
- Tempest
- Viviz
- NewJeans
- Lapillus

## 2025
- XLOV